# Lucy (fossil)
 For alternative betydninger, se Lucy. (Se også artikler, som begynder med Lucy)
Lucy er tilnavnet for et af de mest velkendte og mest komplette fossile eksemplarer af abemenneskearten Australopithecus afarensis.
Fossilet blev fundet af palæo-antropologen Don Johanson i 1974 og er enestående som det mest komplette fund af sin art. Da det fossile bækken afslørede, at der var tale om et hun-individ, opkaldte Johanson fossilet efter Beatles-sangen Lucy in the Sky with Diamonds. 
Johansons hold indsamlede 52 fragmenter, som hver repræsenterer én af Lucys knogler. De vulkanske lag i den etiopiske gravsænkning gør det muligt at datere hendes alder inden for en tidsramme på små 100.000 år. Arten, som Lucy tilhørte – Australopithecus afarensis – eksisterede i mindst 900.000 år.

## Generelt
Takket være dateringsmetoder baseret på måling af radioaktivitet ved vi, at det er mellem 3,1 og 3,22 millioner år siden, Lucy gik rundt ved Afar i det nordlige Etiopien. Lucy har været over en meter høj, og hendes vægt er anslået til 31 kg. Hendes skelet viser en blanding af såvel menneskeagtige som abeagtige egenskaber.

## Krop og opbygning
Lucys skelet er mindre af statur end et moderne menneskes, kun omkring 110 cm. Skelettets anatomi viser, at hun var tilpasset til at gå oprejst: Hendes bækken er lavt og bredt som et menneskes, hendes lårben sad i skrå stilling, og hun var kalveknæet, hvilket viser, at hun bevægede sig ved tobenet gang. Længdeforskellen mellem overarmsknoglen og lårbenet er 84.6%, hvilket er større end forskellen for moderne mennesker (71.8%) men mindre end for chimpanser (97,8%). Rygsøjlerne i lænden viser også tegn på tilpasning til tobenet gang.
Efter hendes bækken og hendes led at dømme gik hun ikke på helt samme måde som vi. Hun må have haft en slags rullende gang eller trasken, der måske ikke har været helt så effektiv som de senere menneskearters gang.